# 1771 au Canada
Pour un article plus général, voir Chronologie du Canada.
Cet article traite des événements qui se sont produits durant l'année 1771 au Canada.

## Événements

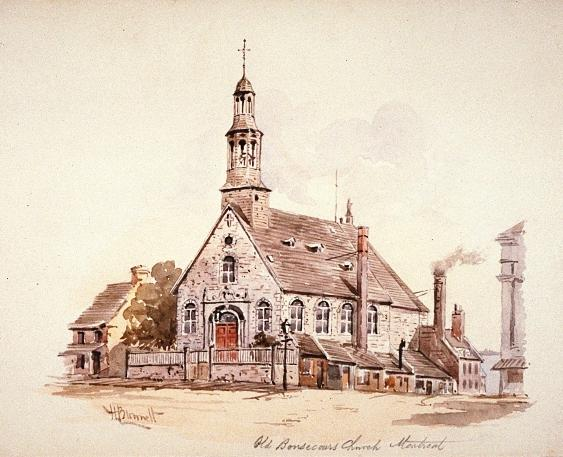
Reconstruction de la Chapelle Notre-Dame-de-Bon-Secours à Montréal en 1771

- Juin :  Hector Theophilus de Cramahé devient lieutenant gouverneur de la province of Quebec.
- 17 juillet : Samuel Hearne lors son voyage à la Rivière Coppermine assiste impuissant au Massacre de Bloody Falls (en) perpétré par son guide Matonabbee et les indiens Dénés contre les Inuits du cuivre. Samuel Hearne devait atteindre l'océan Arctique plus tard en descendant la même rivière.
- Début de l'arpentage de la frontière séparant le Canada et les colonies de New York et du Vermont avec la Ligne Collins–Valentine (en) passant au 45ième parallèle.
- Fondation de Nain au Labrador par les missionnaires moraves.
- Le prêtre Étienne Montgolfier s'élève contre la Franc-maçonnerie.

## Naissances
- 9 juin : Nicolas Vincent, chef hurons.
- 10 novembre : Joseph Samson (homme politique).
- 6 décembre : Henri-Antoine Mézière, journaliste et fonctionnaire.
- François Beaulieu (chef), coureur des bois métis.
- James Bardin Palmer (en), homme politique.

## Décès

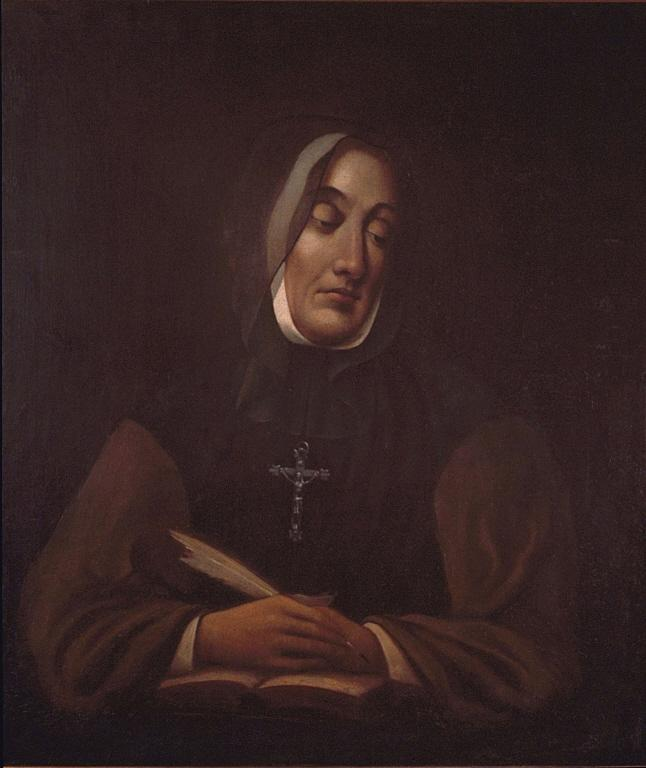
Marguerite d'Youville

- 4 février : Henry Osborn (amiral), premier gouverneur-commodore de Terre-Neuve.
- 12 septembre : Louis Pennisseaut, négociant et munitionnaire français, actif au Canada à partir de 1747, un des inculpés dans l'Affaire du Canada en 1761-1763 (né le 20 mars 1724).
- 23 décembre : Marguerite d'Youville, fondatrice des Sœurs grises.
- 30 décembre : Pierre-Jacques Payen de Noyan, commandant de fort.
- Augustin Langlade, marchand de fourrure.